# 스티빈
스티빈(Stibine) 또는 수소화 안티몬(수소화 안티모니)은 화학식 SbH3을 갖는 화합물이다. 닉토겐 수소화물인 이 무색의 독성이 강한 가스는 안티몬의 주요 공유 수소화물이자 암모니아의 무거운 유사체이다. 분자는 H-Sb-H 각도가 91.7°이고 Sb-H 거리가 170.7pm(1.707Å)인 피라미드형이다. 이 기체에는 황화수소(썩은 계란)와 같은 불쾌한 냄새가 난다.

## 준비
SbH3는 일반적으로 Sb3+ 공급원과 H- 등가물의 반응에 의해 제조된다.
2 Sb2O3 + 3 LiAlH4 → 4 SbH3 + 1.5 Li2O + 1.5 Al2O3
4 SbCl3 + 3 NaBH4 → 4 SbH3 + 3 NaCl + 3 BCl3
또는 Sb3− 공급원이 양성자 시약(심지어 물)과 반응하여 이 불안정한 기체도 생성한다.
2 Na3Sb + 6 H2O → 2 SbH3 + 3O2

## 같이 보기
- 안티모니
- 아르신